# 海利根湖
52°36′7″N 13°12′37″E / 52.60194°N 13.21028°E

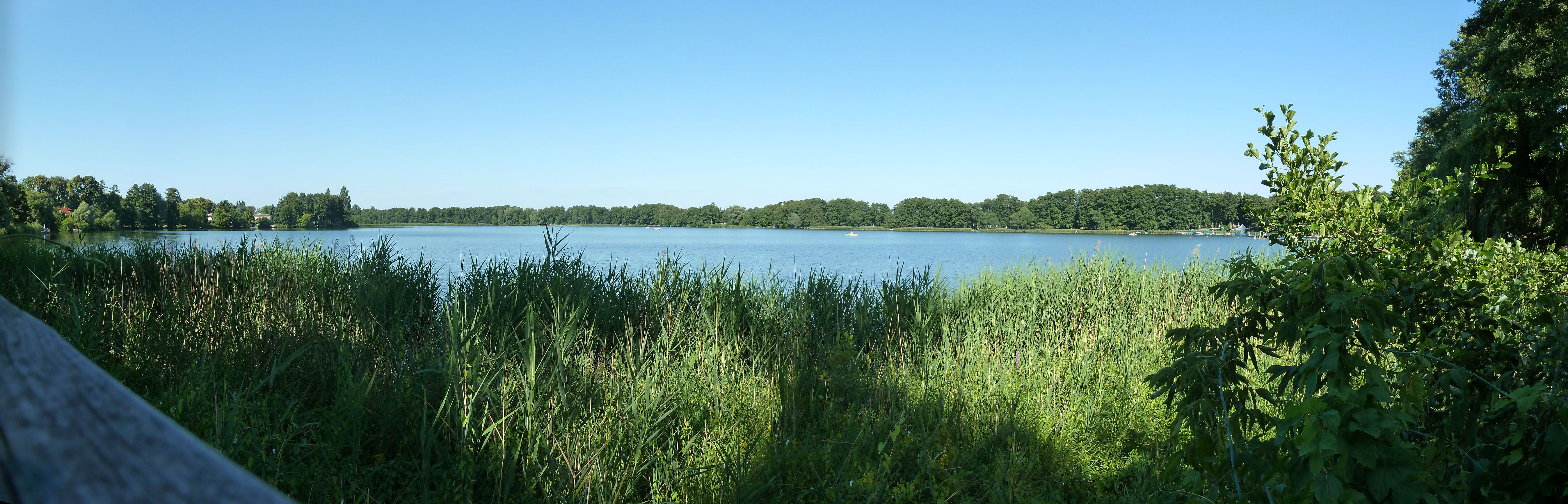

海利根湖（德語：Heiligensee），是德國的湖泊，位於該國首都柏林，由賴尼肯多夫行政區負責管轄，該湖泊面積0.35平方公里，最大水深9米，湖岸線長度2.7公里。海利根湖与哈弗爾河相连，但是通过一道水闸船无法从哈弗爾河开到海利根湖。
海利根湖是一座私人拥有的湖。湖上禁止开有摩托的船。从1969年开始它受风景保护。
湖里有一露天游泳池。海利根湖和哈弗爾河相连的地方有一座公路桥跨越，这里有一座木结构的平台，可以用来俯瞰整个湖。

## 书籍
- Dr. Michael Zaremba: Reinickendorf im Wandel der Geschichte. Bebra Verlag, ISBN 3-930863-63-4.
- Ralf Schmiedecke: Archivbilder Reinickendorf – Berlins grüner Norden. Sutton Verlag GmbH, ISBN 3-89702-587-6.